# (14612) Irtish
(14612) Irtish ist ein Asteroid des Hauptgürtels, der am 18. September 1998 vom belgischen Astronomen Eric Walter Elst am La-Silla-Observatorium (Sternwarten-Code 809) der Europäischen Südsternwarte in Chile entdeckt wurde.
Der Asteroid ist nach dem Fluss Irtysch benannt, der im Mongolischen Altai in China entspringt, durch Kasachstan und das Westsibirische Tiefland strömt und schließlich nach 4248 Kilometern bei Chanty-Mansijsk in den Ob mündet.